# Lumbricillus pagenstecheri
Lumbricillus pagenstecheri är en ringmaskart som först beskrevs av Ulrich Ratzel 1869.  Lumbricillus pagenstecheri ingår i släktet Lumbricillus och familjen småringmaskar. Arten är reproducerande i Sverige. Inga underarter finns listade i Catalogue of Life.